# Edam (queijo)
O queijo Edam é um queijo semi-duro típico da cidade de Edam, na província da Holanda do Norte, nos Países Baixos.
Produzido com leite de vaca ou cabra, apresenta pasta semi-mole, de cor amarelada.

## O queijo

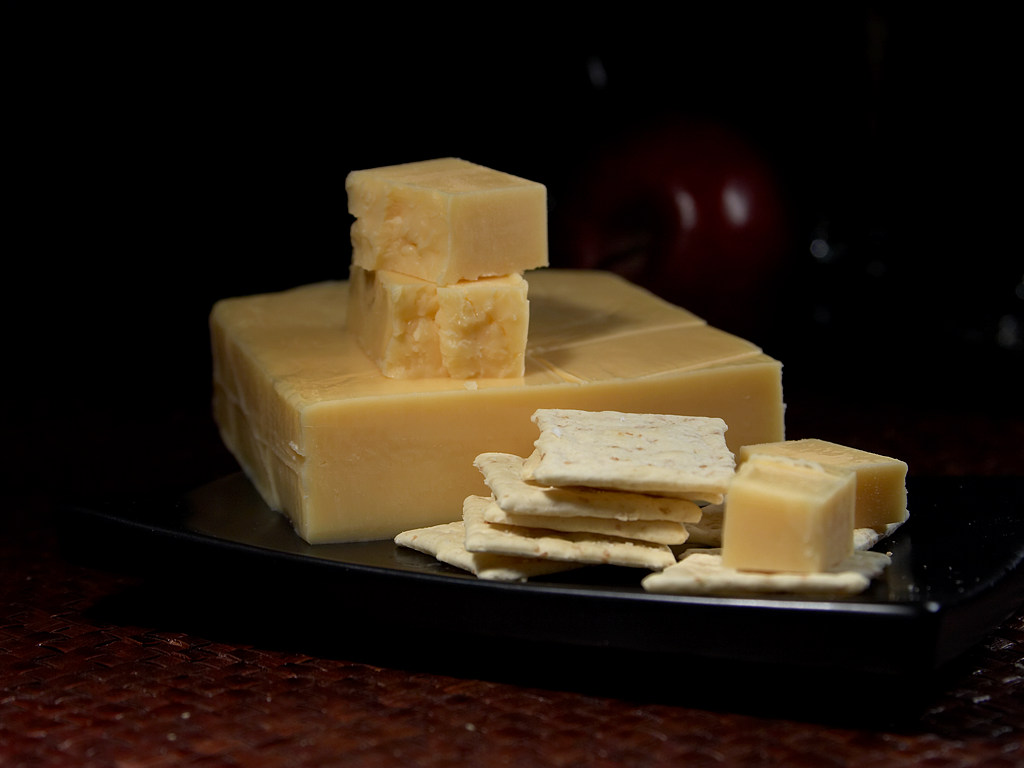
Queijo (Edam) com biscoitos

A maioria dos queijos Edam "jovens" vendidos nas lojas tem um sabor muito suave, levemente salgado ou nozes, e quase nenhum cheiro quando comparado a outros queijos. À medida que o queijo envelhece, seu sabor fica mais nítido e mais firme. Edam pode ter até 28% de gordura (em peso seco). O Edam moderno é mais macio do que outros queijos, como o Cheddar, devido ao seu baixo teor de gordura.

## Harmonização
O Edam suave vai bem com frutas como pêssegos, melões, damascos e cerejas. O Edam envelhecido costuma ser comido com frutas tradicionalmente combinadas a queijo, como peras e maçãs. Como a maioria dos queijos, é comumente consumido com biscoitos e pão , e pode ser comido com biscoitos após o prato principal de uma refeição. Vinhos das uvas Pinot gris,  Riesling seco ou demi, Vinho espumante , Chardonnay e Shiraz/Syrah podem harmonizar bem com esse queijo.

## Regionalidades

### Brasil
Conta-se que no período colonial, as cortes portuguesas importavam esse queijo e, devido a transformações provocadas pela viagem, chegava na ex-colônia portuguesa com novas características, dando origem ao queijo brasileiro conhecido como queijo do reino.

### Espanha e colônias espanholas
Na Espanha e em algumas de suas ex-colônias, como as Filipinas e muitos países da América Latina, o queijo é conhecido como queso de bola e por muito tempo foi considerado uma iguaria .
No estado mexicano de Iucatã , o queso de bola é preparado como queso relleno ("queijo recheado"). Uma bola de queijo é cortada ao meio e escavada; em seguida, é recheado com uma mistura de carne moída temperada, passas, alcaparras e azeitonas. Por fim, é refogado no caldo de galinha e servido às rodelas com o caldo de galinha engrossado com amido de milho e molho de tomate temperado.

### República Tcheca e Eslováquia
É o queijo mais comum Usado na República Tcheca (geralmente, sob o nome eidam) e também muito frequentemente usado como base do petisco smažený sýr, que é popular no país e na vizinha Eslováquia onde pode ser servido com uma fatia de presunto,  e sempre com molho tártaro (tatárska omáčka) ou maionese.

### Belize
Em Belize, onde já foi um dos poucos queijos comercialmente disponíveis, também pode ser conhecido como queso de calavera ou queso de colorado, e geralmente consumido bem envelhecido e picante, geralmente com pão e café.

### Indonésia
Na Indonésia o queijo Edam é bastante popular - devido aos laços históricos com a Holanda - e é conhecido como keju edam . Geralmente é o queijo Edam que é usado para cozinhar kaasstengels que é servido durante o Eid ul-Fitr, Natal e Ano Novo Chinês. Outros pratos indonésios, como roti bakar , kue cubit e pannenkoek, podem ser servidos cobertos com queijo Edam.

### Filipinas
Nas Filipinas o queso de bola é popular durante o Natal nas Filipinas, quando os filipinos festejam com a família e amigos. Costuma-se servir com jamón e pandesal durante a Noche Buena, a tradicional festa que acontece por volta da meia-noite da véspera de Natal e dura até as primeiras horas do dia de Natal.

### Escandinávia
O queijo também é associado ao Natal na Suécia e na Noruega devido à sua cor vermelha, e é frequentemente encontrado no buffet de Natal Julbord.